# Hygrocybe firma
Hygrocybe firma är en svampart som först beskrevs av Berk. & Broome, och fick sitt nu gällande namn av Rolf Singer 1958. Hygrocybe firma ingår i släktet Hygrocybe och familjen Hygrophoraceae.   Inga underarter finns listade i Catalogue of Life.